# جولي تشابيل
جولي تشابيل (بالإنجليزية: Jules Chappell)‏ هي سيدة أعمال ودبلوماسية بريطانية، ولدت في 2 أبريل 1978 في بول في المملكة المتحدة.